# Hirschbach im Mühlkreis
Pour les articles homonymes, voir Hirschbach.
Hirschbach im Mühlkreis est une commune autrichienne du district de Freistadt en Haute-Autriche.